# تشنغجونغ ملك غوريو
الملك تشنغجونغ (ولد في 1338 ومات في 23 مارس (7 مارس بالتقويم القمري) 1352، وحكم من سنة 1348 إلى سنة 1351). تشنغموك هو ملك سلالة غوريو الثلاثين في كوريا.

## حياته
عندما كان عمره سبع سنوات توفي والده. تولى تشنغجونغ العرش وعمره اثنا عشر عاماً. خلال عهده القصير سيطر أقارب الأسرة الملكية وعلى الأخص ين شي وو قريب الملكة الأم على مقاليد الحكم، بالإضافة إلى باي جون. أيضاً فقد عانت الدولة من العديد من حملات قراصنة الووكو وذلك في سنة 1349.
استطاع وانغ غي عم الملك تشنغجونغ من خطف أنظار إمبراطورية يوان المغولية والتي تسيطر على غوريو ليتزوج من أميرة مغولية هي الأميرة نوغك. بعد عزل الملك تشنغجونغ اختير وانغ غي ليحكم غوريو حيث تسمى باسم الملك غونغمن.

## الأسرة
- العم: الملك غونغمن (بالهانغل: 공민왕).
- الأب: الملك تشنغهي (بالهانغل: 충혜왕 | بالهانجا: 忠惠王).
- الملكة الأم: هيبي من عشيرة ين (بالهانغل: 희비 윤씨).
  - أخ: الملك تشنغموك (بالهانغل: 충목왕).
  - أخت: تشانغنيغ أونغجو (بالهانغل: 장녕옹주).

### الزوجات والأبناء
- - ملكة: الاسم غير معروف.
  - ابن: وانغ جي (بالهانغل: 왕제 | بالهانجا: 고려).

## التصوير الحديث
- مسلسل شن دون في قناة إم بي سي كوريا وعرض من 2005 إلى 2006 وقام بدوره الممثل: تشوي يونغ جو.
- مسلسل الإيمان في قناة إس بي إس وعرض في سنة 2012 وقام بدوره الممثل: تشوي وون هونغ.